# Водник (клуб по хоккею с мячом)
«Во́дник» — российский клуб по хоккею с мячом в Архангельске. Участник российского и европейского хоккея с мячом с середины 1990-х до середины 2000-х, 9-кратные чемпионы России (1996—2000 и 2002—2005), двукратные обладатели Кубка мира (2003, 2004) и трёхкратные обладатели Кубка европейских чемпионов (2002, 2003, 2004).

## История клуба
Название команды «Водник» исторически происходит от разговорного сокращения — «работник водного транспорта» — «водник». 18 января 1925 года образована при Клубе водников им. М. В. Фрунзе как команда «Северный водник». В том же году становится чемпионом Архангельска. В 1937 году переименована в «Моряк». Принимает участие в первом розыгрыше Кубка СССР, где в 1/16 финала проигрывает «Красной заре» (Ленинград). В 1938 году команда переименована в «Водник». В 1949 году в полуфинале Кубка СССР уступает «Метрострою» (Москва).

### Юбилейные достижения
- 4 января 1957 г. в Петрозаводске в матче против «СКА-Свердловск» Альберт Носов забивает 100-й гол «Водника» в Высшей лиге.
- 1958 г. «Водник» проводит свой 100-й матч в Высшей лиге.
- 20 февраля 1962 г. «Водник» проводит свою первую международную встречу против шведского «Сандвикена».
- 14 февраля 1968 г. в матче с московскими «Филями» Вячеслав Малахов забил 500-й гол «Водника» в чемпионатах СССР.
- 15 декабря 1968 г. в Архангельске «Водник» одержал свою 100-ю победу в чемпионатах страны.
- 20 декабря 1972 г. В Ульяновске «Водник» пропускает в свои ворота 1000-й гол за всю историю своего участия в чемпионатах страны.
- 3 декабря 1975 г. в Архангельске С. Гава забил в ворота ульяновской «Волги» 1000-й гол «Водника».
- в 1975 г. «Водник» впервые пропустил за весь сезон в свои ворота более 100 мячей.
- в 1983 г. в клуб пришёл 15-летний Игорь Гапанович, который стал самым молодым игроком «Водника» за всю его историю. Во второй своей игре Гапанович забил гол в ворота чемпиона страны — красноярского «Енисея» — и стал самым юным снайпером чемпионатов страны.
- в 1988 г. «Водник» входит в неофициальный клуб команд, забивших за один сезон более ста голов. В этом сезоне «Водником» было забито 109 голов в ворота соперников.
- 1991 г. «Водник» за один сезон забивает 117 мячей.

## Соревнования до 1991 года

### Международные соревнования
- В 1990 г. обыграв в финале шведский «Вестерос», «Водник» стал обладателем Кубка мира по ринк-бенди.
- В 1993 г. «Водник» участвует в Кубке мира, где выходит в финал.

### «Водник» в чемпионатах СССР Высшая лига
- 1950 г. впервые принимает участие во II чемпионате СССР, в Высшей лиге и занимает 5 место.
- 1965 г. занимает в чемпионате СССР 4-е место.
- 1987 при розыгрыше Кубка СССР доходит до финала, уступив в решающем матче московскому «Динамо».
- В 1991 г. «Водник» занимает 4-е место.

### «Водник» в чемпионатах СССР Первая лига
- 1954 г. побеждает в Первой лиге и переходит в Высшую лигу.
- 1961 г. побеждает в Первой лиге и переходит в Высшую лигу (на 16 сезонов)
- 1978 г., побеждает в Первой лиге и переходит в Высшую лигу.
- 1987 г., победив в первой лиге, «Водник» переходит в Высшую лигу.

### Чнмпионат СНГ 1991/1992 годов
- В чемпионате СНГ сезона 1991/1992 «Водник» забивает 147 голов и занимает 4-е место. В этом же году «Водник» впервые становится обладателем почётного трофея — Кубка СНГ.

## Соревнования с 1991 по 2011 год

### Международные соревнования
- В сезоне 1996/1997 принял участие в Кубке европейских чемпионов, где в дополнительное время уступил шведскому «Вестеросу» со счетом 4:5.
- В 2005 г. в год своего 80-летия, «Водник» за один сезон выигрывает все трофеи, которые могут быть завоеваны клубной командой за один сезон — титул национального чемпиона, национальный кубок, Кубок мира, Кубок европейских чемпионов и Чемпионский кубок Эдсбюна

### Чемпионат России. Высшая Лига
- В 1992/1993 гг. на 1-м Чемпионате занимает 3-е (бронзовое) место
- В 1993/1994 гг. во 2-м Чемпионате доходит до четвертьфинала, забив за один сезон 198 голов.
- В 1994/1995 гг. в 3-м Чемпионате доходит до четвертьфинала
- В 1995/1996 гг. на 4-м Чемпионате занимает 1-е место, побеждая всех соперников
- В 1996/1997 гг.  на 5-м Чемпионате занимает 1-е "золотое" место (повторно)
- В 1997/1998 гг. на 6-м Чемпионате занимает 1-е место (в третий раз подряд)
- В 1998/1999 гг. на 7-м Чемпионате занимает 1-е место (в четвёртый раз) .
- В 1999/2000 гг. на 8-м Чемпионате занимает 1-е место (в пятый раз подряд чемпион России)
- В 2000/2001 гг. на 9-м Чемпионате занимает 2-е место
- В 2001/2002 гг. на 10-м Чемпионате занимает 1-е место
- В 2002/2003 гг. на 11-м Чемпионате занимает 1-е место (6)
- В 2003/2004 гг.на 12-м Чемпионате занимает 1-е место (7)
- В 2004/2005 гг. на 13-м Чемпионате занимает 1-е место (8)
- Сезон 2005/2006 гг. на 14-м Чемпионате занимает 8-е место (из 23 команд)
- в октябре 2006 «Водник» принял участие в Кубке мира, на групповом этапе выиграв один матч (6:4 у «Виллы») и проиграв два (0:4 «Вестеросу» и 2:3 «Зоркому»).
- В сезоне 2005/06 в чемпионате России «Водник», который представляют игроки, средний возраст которых чуть превышает 20 лет, занимает 8-е место, забив за один сезон более 100 голов.
- Сезон 2006/07 — по итогам сезона 2006/07 «Водник» занимает 14-е место.
- Сезон 2007/08 — в чемпионате России 2007/08 «Водник» занимает 14-е место.
- Сезон 2008/09 — по итогам сезона «Водник» занял 15-е место в турнирной таблице чемпионата России.
- Сезон 2009/10 — «Водник» занял 14-е место в турнирной таблице чемпионата России 2009/10.
- Сезон 2010/11 — по итогам сезона 2010/11 «Водник» занимает последнее 14-е место.
- Сезон 2011/12 — «Водник» поднимается на 9-е место.

## Соревнования с 2012 по 2025 год
- По итогам сезона 2012/13 «Водник» занял 9-е место.
- В чемпионате России 2013/14 в круговом турнире «Водник» занял 5-е место, в четвертьфинале уступив «Зоркому».
- Сезон 2014/15 — в круговом турнире «Водник» занял 7-е место, в четвертьфинале уступив московскому «Динамо». В турнире за 5−8 места занял 2-е место.
- Сезон 2015/16 — в круговом турнире «Водник» занял 5-е место, в четвертьфинале уступив московскому «Динамо».
- Сезон 2016/17 — «Водник» возглавил Игорь Гапанович. Состав команды пополнили три бронзовых призёра из московского «Динамо»: Янис Бефус, Дмитрий Савельев, Дмитрий Попутников. Двое последних вернулись в родной клуб[2]. 26 февраля 2017 года в Архангельске состоялся матч чемпионата России по хоккею с мячом между архангельским «Водником» и иркутской «Байкал-Энергии», в котором все 20 голов были забиты в свои ворота — матч завершился со счётом 9:11 в пользу «Байкал-Энергии»[3]. Председатель Федерации хоккея с мячом Архангельской области и начальник ХК «Водник» Дмитрий Минин заявил, что забитые в свои ворота архангельским «Водником» в матче с иркутской «Байкал-Энергией» автоголы были протестом против Федерации хоккея с мячом России[4]. Результат матча был отменён и назначена переигровка. Главный тренер «Водника» Игорь Гапанович был дисквалифицирован на 2,5 года, начальник архангельской команды Дмитрий Минин — на 2,5 года, нападающий «Водника» Олег Пивоваров, забивший все 11 мячей в ворота своей команды, — на 6 месяцев[4]. Старший тренер команды Николай Ярович был дисквалифицирован 2 года[5]. Исполняющего обязанности главного тренера архангельского «Водника» до конца чемпионата России по хоккею с мячом назначен игрок команды Александр Тюкавин[6]. Переигранный в Подмосковье на стадионе «Обухово» матч также закончился в пользу «Байкал-Энергии» со счётом 4:3[7]. На ток-шоу «Фетисов» 5 марта 2017 года начальник команды «Водник» Дмитрий Минин заявил, что глава Федерации хоккея с мячом России Борис Скрынник угрожал жизни и здоровью членам его семьи[8]. Победив 15 марта 2017 года в четвёртом матче четвертьфинальной серии плей-офф чемпионата России по хоккею с мячом на своём льду «Уральский трубник» со счётом 5:3, «Водник» впервые за 12 лет вышел в полуфинал[9][10]. По итогам финального турнира, прошедшего в Хабаровске, «Водник» занял 4-е место[11].
- Сезон 2017/18 — команду спустя 12 лет вновь возглавил Сергей Лихачёв[12]. 6 декабря 2017 года Сергей Лихачёв ушёл с поста главного тренера «Водника» по семейным обстоятельствам[13]. После отставки Сергея Лихачёва исполняющим обязанности главного тренера «Водника» был назначен Николай Ярович. Но, согласно Регламенту проведения Всероссийских соревнований по хоккею с мячом, тренер команды Суперлиги должен иметь лицензию ФХМР, поэтому официально исполняющим обязанности главного тренера команды стал тренер дубля Олег Батов[14]. В круговом турнире «Водник» занял 9-е место[15].
- Сезон 2018/19 — в регулярном чемпионате «Водник» занял 5-е место, в плей-офф в 1/4 финала клуб уступил команде «Байкал-Энергия»[16].
- Сезон 2019/20 — в регулярном чемпионате «Водник» занял 3-е место. Серия игр за бронзовые медали между «Водником» и «Енисеем» была отменена из-за угрозы распространения коронавирусной инфекции COVID-19[17][18]. Решением Исполкома ФХМР от 7 октября 2020 года команды «Енисей» (Красноярск) и «Водник» (Архангельск) стали обладателями бронзовых медалей[19].
- Сезон 2020/21 — «Водник» занял 4-е место и в регулярном чемпионате, и в плей-офф[20].
- Сезон 2021/2022 - "Водник" занял 2-е место в 30-м чемпионате России. Суперлига 2022.
- Сезон 2022/2023 - "Водник" занял 3-е место в 31-м Чемпионате России. Суперлига 2023.
- Сезон 2023/2024 - "Водник" занял 2-е место в 32-м Чемпионате России. Суперлига 2023-2024.
- Сезон 2024/2025 - "Водник" занял 2-е место в 33-м Чемпионате России. Суперлига 2024-2025

## Достижения

### Национальные
Чемпионат СССР / СНГ / России по хоккею с мячом:
- Чемпион (9) — 1995/1996, 1996/1997, 1997/1998, 1998/1999, 1999/2000, 2001/2002, 2002/2003, 2003/2004, 2004/2005
- Серебряный призёр (4) — 2000/2001, 2021/2022, 2023/2024, 2024/2025
- Бронзовый призёр (3) — 1992/1993, 2019/2020, 2022/2023

Кубок СССР / СНГ / России по хоккею с мячом:
- Обладатель (6) — 1992, 1994, 1995, 1996, 2000, 2005 (весна)
- Финалист (8) — 1987, 1993, 1997, 1999, 2001, 2019, 2021, 2024

Суперкубок России по хоккею с мячом:
- Обладатель (1) — 2025

### Международные
Кубок мира:
- Обладатель (2) — 2003, 2004
- Финалист — 2002

Кубок европейских чемпионов:
- Обладатель (3) — 2002, 2003, 2004
- Финалист (5) — 1996, 1997, 1998, 2000, 2005

Чемпионский кубок Эдсбюна:
- Обладатель — 2004

## Главные тренеры
- Тренерский совет (1950—1954)
- Анатолий Скворцов (1955—1971)
- Вадим Меньшиков (1971—1974)
- Анатолий Лысенко (1974—1975)
- Анатолий Скворцов (1975—1977)
- Вадим Меньшиков (1977—1980)
- Роберт Овчинников (1980—1984)
- Виталий Петровский (1985—1995)
- Владимир Янко (1995—2001)
- Александр Цыганов (2001—2003)
- Владимир Янко (2003—2005)
- Сергей Лихачёв (2005—2006)
- Олег Батов (2006—2007)
- Игорь Гапанович (2007—2008)
- Александр Зинкевич (2008—2010)
- Эдуард Трифонов (2010—2014)
- Олег Батов (2014—2016)
- Игорь Гапанович (2016—2017)
- Сергей Лихачёв (2017)
- Николай Ярович (2018—2021)
- Ильяс Хандаев (2021—2023)
- Иван Максимов (2023 —)

## Инфраструктура клуба

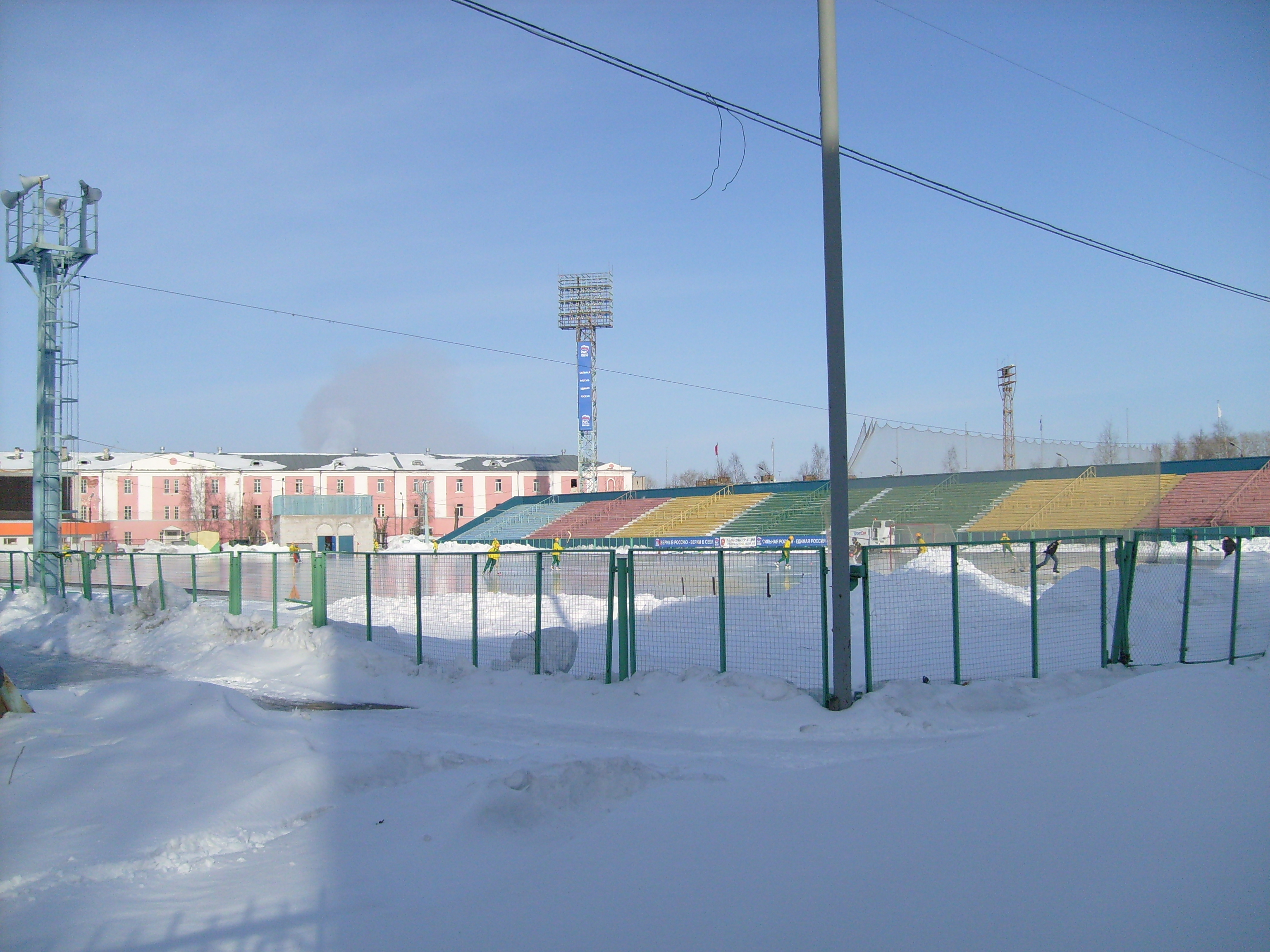
Стадион «Труд»

Стадион «Труд» был построен в 1973 году, а первая игра на нём состоялась 25 января 1974 года. Торжественное открытие стадиона состоялось на следующий день, 26 января 1974 года.
Предсезонную подготовку хоккеисты команды «Водник» проводят на базе в Малиновке (Устьянский район Архангельской области), а также на льду Дворца спорта профсоюзов в Архангельске и на льду крытых спорткомплексов в Швеции и Финляндии.

## Капитаны команды
- Дулетов Евгений Александрович (1925)
- Скворцов Анатолий Дмитриевич (1950)
- Малков Василий (1951 - 1954)
- Солков Анатолий (1955 - 1956)
- Скворцов Анатолий Дмитриевич (1956-1957)
- Фильчагин Лев (1957 - 1960)
- Ваенский Фёдор (1960 - 1964)
- Марков Леонид (1965 - 1966,1968-1970)
- Парфенов Николай (1967)
- Сандул Виталий (1971-1972)
- Семёнов Сергей (1973)
- Петровский Виталий Афанасьевич (1974 - 1982)
- Серов Вячеслав (1983, 1988)
- Гапанович Игорь (1990-1993, 1999)
- Киприянов Александр (1994 - 1998)
- Свешников Михаил (2003)
- Дергаев Евгений, полузащитник, N19 (2014 - 2025)